# ROH 뉴 허라이즌스
뉴 호리즌스는 링 오브 오너가 주관하던 월간 페이퍼뷰로 2008년 7월 26일에 녹화되어 그 해 9월 26일에 방영되었고 2008년 한 해에만 진행되었다.

## 결과

### 2007년
- 다크매치 1 : 어르니 오시리스 & 카일 더든 & 알렉스 페인이 락키 폰타이네 , 닌자 화이트 , 닌자 옐로에게 승리
- 다크매치 2 : 디레이 3000이 셰인 홀리스터에게 승리
- 브리스코 형제 (제이 & 마크)가 미치 프랭클린 & 실라스 영에게 승리
- 에릭 스티븐스가 러커스 , 딜릴리어스 , 셰인 헤거던과의 4자간 서바이벌 경기에서 승리
- 캐빈 스틴이 니크로 부처와의 No DQ 경기에서 승리
- 나이젤 맥구이니스가 클라우디오 캐스터그놀리를 꺾고 RoH 월드 헤비급 타이틀 방어에 성공함
- 다크매치 3 : 실라스 영이 캐니 오메가에게 승리
- 로데릭 스트롱 & 나오미치 마루푸지가 크리스 히어로 & 고 시오자키에게 승리
- 브라이언 다니엘슨이 타일러 블랙에게 승리
- 다크매치 3 : 러커스가 바비 뎀프씨 , 카일 더든 , 제이 브리스코 , 에릭 스티븐스 , 클라우디오 캐스터그놀리 , 어르니 오시리스 , 니크로 부처 , 부쉬웨커 루크 , 마크 브리스코,
- 레트 티튜스 , 사라 델 레이 , 알렉스 페인 , 딜릴리어스 , 나이젤 맥구이니스와의 오너 럼블 경기에서 승리